# Onkerzele Berg
De Onkerzele Berg is een helling in de Vlaamse Ardennen in de provincie Oost-Vlaanderen tussen Onkerzele en Geraardsbergen. Aan de andere zijde van de helling komen de Muur van Geraardsbergen en de Kloosterstraat omhoog.

## Wielrennen
De helling is opgenomen in de Eneco Tour in 2016 in de slotetappe rond Geraardsbergen waar hij meermaals werd bedwongen in de plaatselijke ronden. In 2017 is de helling voor het eerst opgenomen in Kuurne-Brussel-Kuurne.